# Lecithocera omphacias
Lecithocera omphacias – gatunek motyli z rodziny Lecithoceridae i podrodziny Lecithocerinae.
Gatunek ten opisany został w 1910 roku przez Edwarda Meyricka, który jako miejsce typowe wskazał Madulsimę na Sri Lance.
Motyl o fioletowawoszarej głowie z białawoochrowymi bokami, ochrowobiaławych i szaro nakrapianych czułkach, białawych głaszczkach z ciemnobrunatoszarym wierzchołkiem i szaro-ciemnych tułowiu i odwłoku. Kępka włosków na szczycie tego ostatniego szarawoochrowa. Przednie skrzydła o rozpiętości od 10 do 12 mm wydłużone, o krawędzi kostalnej nieco łukowatej, wierzchołku tępym, a termenie skośnie zaokrąglonym. Barwa skrzydeł przednich szara z ciemnobrunatoszarym nakrapianiem. Tylne skrzydła i strzępina przednich szare, a strzępina tylnych jasnoszara.
Gatunek endemiczny dla Sri Lanki.